# Chaos and the Calm
Chaos and the Calm – debiutancki album studyjny brytyjskiego piosenkarza Jamesa Baya. Wydany 23 marca 2015 przez wytwórnię Rebublic.

## Osiągnięcia
29 marca 2015 album Chaos and the Calm zadebiutował na pierwszym miejscu UK chart  ze sprzedażą wynosząca 64 000 w pierwszym tygodniu od daty  wydania. Płyta pokryła się złotem w Wielkiej Brytanii za sprzedaż ponad 100 tysięcy egzemplarzy albumu.

## Lista utworów
Zestawienie według AllMusic:
| Nr | Tytuł                          | Autorzy tekstów                      | Producenci    | Czas |
| -- | ------------------------------ | ------------------------------------ | ------------- | ---- |
| 1  | Craving                        | - James Bay - Iain Archer            | Jacquire King | 3:47 |
| 2  | Hold Back the River            | - Bay - Archer                       | King          | 3:59 |
| 3  | Let It Go                      | - Bay - Paul Barry                   | King          | 4:21 |
| 4  | If You Ever Want to Be in Love | - Bay - Jimmy Hogarth - Steve McEwan | King          | 3:58 |
| 5  | Best Fake Smile                | - Bay - Archer                       | King          | 3:26 |
| 6  | When We Were On Fire           | - Bay - Jon Green                    | King          | 3:59 |
| 7  | Move Together                  | - Bay - Jamie Hartman                | King          | 4:37 |
| 8  | Scars                          | - Bay                                | King          | 4:32 |
| 9  | Collide                        | - Bay - Thomas EP Hull               | King          | 3:24 |
| 10 | Get Out While You Can          | - Bay - Ed Harcourt                  | King          | 4:43 |
| 11 | Need the Sun to Break          | - Bay - Joel Pott                    | King          | 3:46 |
| 12 | Incomplete                     | - Bay - Jake Gosling - Chris Leonard | King          | 3:41 |